# آشوت صافاریان
آشوت صافاریان (Աշոտ Սաֆարյան؛ زادهٔ ۲۰ سپتامبر ۱۹۵۴) یک سیاستمدار اهل ارمنستان است که از تاریخ ۱۹۹۱ تا تاریخ ۱۹۹۷ در دولت‌های گاگیگ هاروتیونیان، خسرو هاروتیونیان دولت هراند باگراتیان و آرمن سارگسیان سمت وزیر صنعت ارمنستان را برعهده داشت.

## زندگی‌نامه
در ۲۰ سپتامبر ۱۹۵۴ در ایروان به دنیا آمد .